# 골든 보이 (만화)

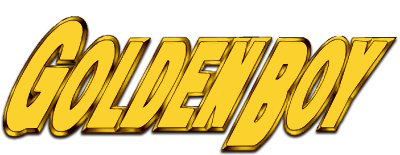

골든 보이(GOLDEN BOY)는 에가와 타츠야 작화의 일본의 섹스 코미디 만화이다. 슈에이샤의 청년 만화 잡지 슈퍼 점프를 통해 1992년부터 1997년까지 연재되었으며 각 장은 10권의 단행본으로 모였다. 25세의 프리터 오에 긴타로의 이야기를 다룬다.
만화의 일부는 1995년 슈에이샤와 KSS가 제작한 6화의 오리지널 비디오 애니메이션(OVA) 시리즈로 각색되었다. 북아메리카에서는 1996년 ADV 필름스에 의해 처음 라이선스되었다. AV의 라이선스는 2007년 만기되어 나중에 미디어 블라스터스가 인수했다. 미디어 블라스터스는 2012년 라이선스 권리를 잃고 나중에 디스코테크 미디어가 인수했다.
이 만화의 후속작 골든 보이 II는 비즈니스 점프를 통해 2010년 9월부터 2011년 5월까지 연재되었다.